# Axiom Mission 1

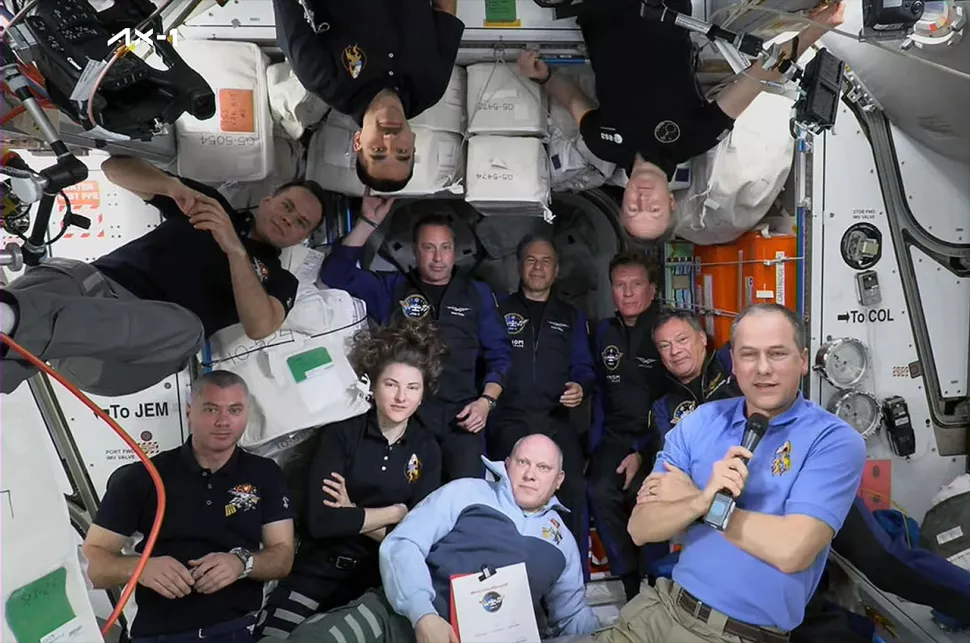
De bemanningsleden van AX-1 en ISS-Expeditie 67

Axiom Mission 1 of AX-1 was een commerciële bemande ruimtevlucht van SpaceX met een Crew Dragon-ruimtecapsule naar het ISS voor een achtdaags verblijf. 
De vlucht is geboekt door ruimtevaartbedrijf Axiom Space, dat zich opwerpt als ruimtereisbureau en werd op 8 april 2022 gelanceerd. Het was de bedoeling dat de bemanning tien dagen in de ruimte zou blijven waarvan acht in het  ISS. De missie werd door ongunstig landingsweer met een week verlengd. De bemanning bestond uit de zakenlieden Larry Connor uit Amerika, Mark Pathy uit Canada en de voormalig Israëlische straaljagerpiloot en zakenman Eytan Stibbe. Deze drie hebben elk zo'n 55 miljoen dollar betaald om mee te mogen. Voormalig NASA-astronaut Michael López-Alegría was de gezagvoerder van Crew Dragon Endeavour.
Sinds 2019 is het ruimtestation geopend voor commerciële bezoekers mits zij zelf de vlucht erheen organiseren. Axiom betaalt NASA een bedrag van 1,1 miljoen dollar voor het verblijf in het ISS, dit is 35.000 dollar per persoon per dag. Deze vlucht was de tweede met een commerciële bemanning naar het ISS sinds 2009 (de eerste was Sojoez MS-20).
Een belangrijk doel van deze missie was voor NASA en Axiom ervaring op te doen in het werken met commerciële ruimtevaarders en de communicatie tussen Axiom en NASA te stroomlijnen in het belang van de verdere samenwerking waarbij Axiom in opdracht van NASA eigen commerciële ruimtestationmodules bij het ISS bewerkstelligt.
Stibbe deed tijdens zijn verblijf vooral educatieve experimenten en daarnaast was zijn doel educatief onderzoek en artistieke activiteiten in het ISS mogelijk te maken. Hij was na Ilan Ramon de tweede Israëliër in de ruimte. Ook de andere deelnemers hadden een focus op wetenschap. Axiom is van mening dat de vlucht dus niet als ruimtetoerisme kan worden aangeduid.

## Geschiedenis
In maart 2020 kondigden SpaceX en Axiom een commerciële vlucht, genaamd AX-1, aan naar het ISS. Op 11 november 2020 werd de gezagvoerder van de vlucht bekendgemaakt. En op 16 november 2020 maakte de Israëlische president Reuven Rivlin de naam van Eytan Stibbe bekend. Op 26 januari 2021 werden de laatste twee bemanningsleden bekendgemaakt middels een interview in de Washington Post.
Eerdere berichtgeving in de media dat Tom Cruise en Doug Liman onderdeel zouden uitmaken van deze missie, was onjuist. Zij zullen aan een latere vlucht deelnemen. Ook zou aanvankelijk Crew Dragon Resillience worden gebruikt voor deze vlucht, maar in een later stadium werd voor de Endeavour gekozen.
In augustus 2021 begon de bemanning aan de training. Op 2 februari 2022 werd de bemanning door NASA en hun internationale partners goedgekeurd voor een bezoek aan het ruimtestation.
Op 25 maart 2022 hielden Axiom, NASA en SpaceX een flight readiness review waarbij het gehele vluchtplan werd doorgelicht en goedgekeurd. De lancering stond die dag gepland voor 3 april. Echter, die datum conflicteerde met de eveneens voor die dag geplande generale repetitie van de SLS-Orion-raket voor Artemis I op het nabijgelegen platform LC-39B. De lancering van AX-1 werd daarop uitgesteld tot 6 april. Daarna werd AX-1 nog naar 8 april doorgeschoven. Er werd niet gemeld of dat samenhing met het uitlopen van de generale repetitie van Artemis I.
Op 5 april werd de raket op het lanceerplatform geplaatst en op 6 april werd de statische start-test uitgevoerd.

### Lancering
Op de lanceerdag (8 april 2022) werd volgens het schema voor commerciële lanceringen gewerkt wat inhoudt dat de ruimtevaarders hun drukpak aantrekken in een gebouw van SpaceX en niet in NASA’s astronautencentrum. 
Nadat de bemanning had plaatsgenomen in de Crew Dragon en het toegangsluik gesloten was bleek er een klein lekje te zijn. Hierop werd het luik heropend om de randen nog eens schoon te maken. In het lanceerschema van de Crew Dragon is de extra tijd daarvoor opgenomen. De lancering was om 15:17 UTC en verliep verder 'nominaal' (volgens plan, binnen de grenzen van wat te verwachten was).

### Aankoppeling
De aankoppeling werd op 9 april kort opgehouden door een probleem met de beeldverbinding tussen NASA en het ISS. Om 12:29 UTC koppelde de Endeavour aan bij de Harmony-poort (IDA-3) van het ruimtestation.

### Terugkeer
De afkoppeling en landing waren aanvankelijk gepland voor 18 april, maar werden in verband met de verwachte weersomstandigheden op de mogelijke landingsplaatsen ongeveer een week uitgesteld. De afkoppeling werd eerst uitgesteld tot 20 april 2022 om 02:00 UTC. De landing zou dan later die dag zijn rond 19:24. Een paar uur voor het geplande vertrek werd de afkoppeling  in afwachting van rustiger weer nogmaals uitgesteld. De afkoppeling werd gepland voor 24 april en uiteindelijk uitgesteld tot 25 april. Het uitstel van de ontkoppeling had tot gevolg dat ook de lancering van Crew 4 naar het ISS moest worden uitgesteld omdat er anders geen koppelpoort voor die vlucht beschikbaar was.

### Achteraf
Na afloop van de missie werd de missie uitgebreid geëvalueerd. Een van de veranderingen die werd door gevoerd is dat NASA voortaan eist dat een commerciële missie naar het ISS altijd een reisleider/commandant aan boord heeft die eerder als NASA-astronaut heeft gewerkt en ervaring in de ruimte heeft. Plannen van Axiom om zonder ervaren astronaut naar het ISS te gaan zijn daarmee van de baan.

## Bemanning
| Positie      | Ruimtevaarder                                |
| ------------ | -------------------------------------------- |
| Gezagvoerder | Michael López-Alegría, Axiom 5e ruimtevlucht |
| Passagier    | Eytan Stibbe 1e ruimtevlucht                 |
| Passagier    | Larry Connor 1e ruimtevlucht                 |
| Passagier    | Mark Pathy 1e ruimtevlucht                   |

### Reservebemanning
| Positie      | Ruimtevaarder        |
| ------------ | -------------------- |
| Gezagvoerder | Peggy Whitson, Axiom |
| Passagier    | -                    |
| Passagier    | John Shoffner        |
| Passagier    | -                    |

 De reservebemanning werd ingepland als hoofdbemanning voor AX-2.